# Чувашева, Татьяна Владимировна
Татьяна Владимировна Чувашева (род. 18 апреля 1977 года) — российский художник, член-корреспондент РАХ (2021).

## Биография
Родилась 18 апреля 1977 года, живёт и работает в Москве.
В 1995 году — окончила Московский академический художественный лицей Российской академии художеств.
В 2003 году — окончила Московский государственный академический художественный институт имени В. И. Сурикова, мастерская Е. Н. Максимова.
С 2006 года — член Творческого союза художников России, с 2009 года — член Московского союза художников.
В 2021 году — избрана членом-корреспондентом Российской академии художеств от Отделения живописи.

## Творческая деятельность
Основные произведения: «Двое» (2003—2005), «Властелин мира» (2004—2005, холст, масло), «Восточная» (2008), «Петр» (2008—2009, доска, левкас, темпера), «Снегурочка» (2011), триптих «История одного сражения» (2015), «Адам» (2017), «Министр» (2020), «Вирсавия» (2020), «А. А. Золотов в Бунинском сквере» (2021, доска, левкас, темпера), триптих «Проезжала конница. XX век» (2021).
Произведения находятся в собраниях Вятского областного художественного музея имени В. М. и А. М. Васнецовых, Егорьевского историко-художественного музея.
Участница выставок с 1994 года.
Персональные выставки: «Материнская живопись» (2006), «Когда деревья были большими» (2007) в Центральном Доме художника в Москве, в Вятском областном художественном музее имени В. М. и А. М. Васнецовых (Киров, 2014); «Мир детства бесконечен» в Картинной галерее «Дом Озерова» (Коломна, 2007); «Дети. Новый классический портрет» в Музее мебели (Москва, 2011) и в Российской государственной библиотеке (Москва, 2013); «Невозвратимая пора детства…» в Государственном музее Л. Н. Толстого (Москва, 2014); «Детство. Отрочество. Юность» в Всероссийском научно-исследовательском институте экспериментальной физики (Саров, 2018); «Татьяна Чувашева. Живопись. Графика» в Калужском объединённом музее-заповеднике Музейно-краеведческом центре «Дом Цыплаковых» (Козельск, 2018), в Музейно-выставочном центре имени И. А. Солдатёнкова (Малоярославец, 2018), Костромском государственном историко-архитектурном и художественном музее-заповеднике (2019); «Яхонты. Современная парсуна» в Выставочном зале Московского Союза художников (Москва, 2019) и в Егорьевском историко-художественном музее (2021); «Детский Альбом» в Московской государственной консерватории имени П. И. Чайковского (2019).

## Награды
- Золотая медаль за вклад в отечественную культуру ТСХР (2008)
- Золотая медаль РАХ (2011)